# Johngarthia planata
Johngarthia planata  (лат.) — вид сухопутных крабов из семейства гекарциновых (Gecarcinidae). Распространены в центрально-восточной части Тихого океана: от Калифорнийского залива до берегов Колумбии, на островах штата Южная Нижняя Калифорния, на группе островов Ревилья-Хихедо (Мексика) и на атолле Клиппертон (Франция).

## Экология поселения на острове Клиппертон
Согласно историческим документам, в XVIII и первой половине XIX века Клиппертон был покрыт травянистой и отчасти древесной растительностью. К концу XIX века местная флора полностью исчезла. Эта экологическая катастрофа могла случиться или из-за цунами, возникшего вследствие землетрясения, или по вине человека. Свиньи, завезённые добытчиками гуано, стали поедать крабов Gecarcinus planatus, уничтожавших появляющуюся растительность. Люди интродуцировали на остров многие новые виды растений. Кокосовая пальма появилась ещё в 1890-х годах.
После истребления всех свиней в середине XX века на острове стали свободно размножаться птицы и крабы. Миллионы крабов снова стали последовательно уничтожать всю растительность острова. В 1958 году растительность на острове была представлена в основном редкими колючими растениями, а также пальмами. К 2001 году на острове осталось лишь 674 кокосовые пальмы. Растительностью было покрыто лишь 5 небольших островков в лагуне, которые оказались недоступны для наземных крабов.